# 博里约 (北部省)
博里约（法語：Beaurieux，法語發音：[boʁjø]）是法国上法兰西大区北部省的一个市镇，位于该省东部，属于埃尔普河畔阿韦讷区。

## 地理
博里约（50°10'37"N, 4°7'38"E）面积7.39 平方千米，位于法国上法蘭西大區北部省，该省份为法国最北部的省份及最长的省份，西北濒北海，西接加来海峡省，南至埃纳省和索姆省，东与比利时接壤。
与博里约接壤的市镇（或旧市镇、城区）包括：埃斯特吕德、索尔堡、克莱尔费、锡夫里-朗斯。

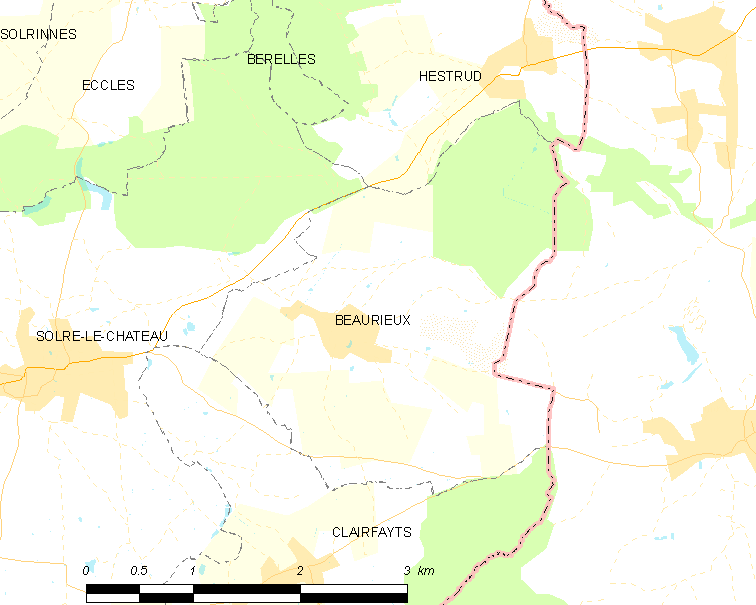
的OSM定位图

博里约的时区为UTC+01:00、UTC+02:00（夏令时）。

## 行政
博里约的邮政编码为59740，INSEE市镇编码为59062。

## 政治
博里约所属的省级选区为富尔米县。

## 人口

1962-2008年间人口变化图示

博里约于2022年1月1日时的人口数量为167人。